# Глушицы (Воронежская область)
Глушицы — село в Рамонском районе Воронежской области.
Входит в состав Карачунского сельского поселения.

## История
Название села произошло от «Глухих озер», расположенных в пойме реки Воронеж.
Село было основано служилыми людьми, упоминается в Дозорной книге 1615 года. Жители села участвовали в строительстве башен и стен во время ремонта крепости Воронеж. Село славилось искусными мастерами по производству глиняной посуды. В 1702 году в селе, на месте прежней церкви, стоявшей с начала ХYII века, построена новая деревянная церковь Иоанна Богослова.
В 1859 году в селе в 73 дворах проживало 627 человек. Было 143 двора, 4 общественных здания, школа. Из промышленных заведений действовали: ветряная мельница, маслобойный завод. Также в селе была винная лавка и мелочная лавка.

## География
Расположено на правом берегу р. Воронеж, севернее Пекшево и Карачуна. 

### Улицы
- ул. В. Гридяева
- ул. Лесная
- ул. Нагорная
- ул. Новая
- ул. Рабочая
- ул. Садовая
- ул. Центральная

## Население
| 1859 | 1897 | 2010 |
| ---- | ---- | ---- |
| 637  | ↗831 | ↘187 |